# Olympische Zomerspelen 1912

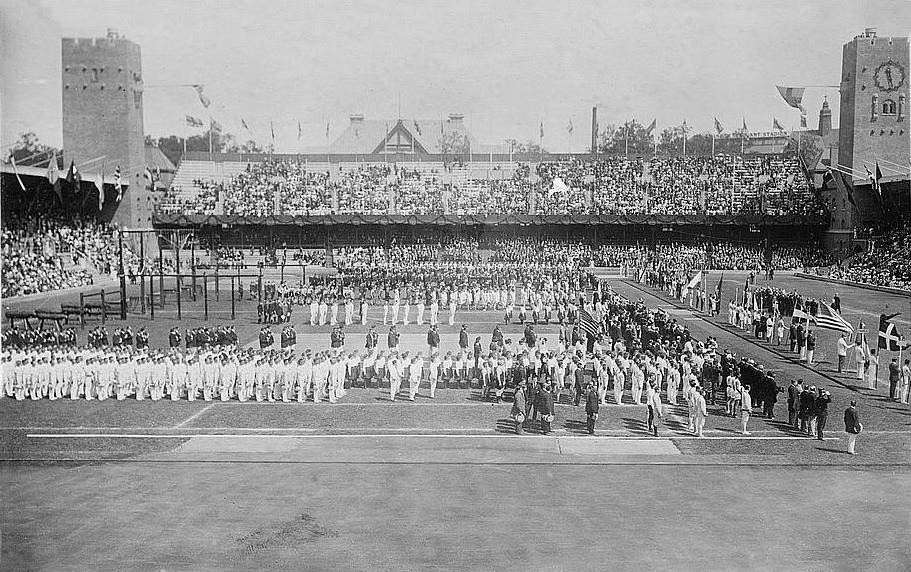
De opening van de Spelen in het olympisch stadion

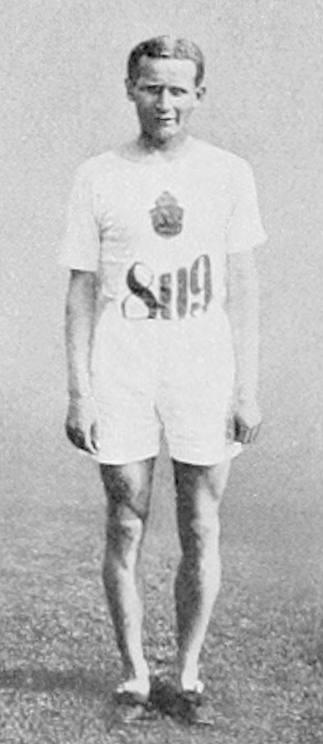
'Vliegende Fin' Hannes Kolehmainen.

De Olympische Zomerspelen van de Ve Olympiade werden in 1912 gehouden in Stockholm, Zweden. Deze spelen waren het toonbeeld van efficiëntie, voor het eerst werd er gebruikgemaakt van een omroepsysteem en elektronische tijdwaarneming. Voor de Spelen bouwde het organisatiecomité het bekende rode bakstenen stadion met zijn middeleeuws uitzicht, waarin tweeëndertigduizend toeschouwers konden plaatsnemen. Het zwemmen vond plaats in het zoutwaterbassin van Djurgårdsbrunnsviken, midden in Stockholm. De atleten waren voor het eerst ook ondergebracht in comfortabele gebouwen.

## Hoogtepunten
- De Zweden stonden niet toe dat er bokswedstrijden werden gehouden in hun land. Boksen maakte daardoor geen onderdeel uit van deze spelen. Na de Spelen besloot het IOC het organiserende land niet langer verantwoordelijk te maken voor het olympisch programma.
- Boksen was trouwens niet de enige sport die niet meer op het programma stond. Het hele programma was ontdaan van alle overtolligheden, wat betekende dat slechts 14 disciplines werden overgehouden.
- De atletiek kreeg dan weer extra aandacht. Er werden nieuwe nummers aan toegevoegd: de 5000 en de 10.000 meter en de vijfkamp en de tienkamp.
- In 1912 maakte de wereld voor het eerst kennis met de eerste grote Finse kampioen: Hannes Kolehmainen. Kolehmainen was de eerste grote halve-fondloper en won in Stockholm de 5000 en de 10.000 meter, alsook de individuele crosscountry. Kolehmainen won de 5000 m na een verbeten duel met de Fransman Jean Bouin en zette een nieuw wereldrecord neer: 14.36.7 . Deze tijd was een verbetering van het vorige record met meer dan 28 seconden.
- De wegwedstrijd bij het wielrennen had een lengte van 320 kilometer, de langste race ooit in de olympische geschiedenis.
- Bij het Grieks-Romeins worstelen duurde de halve finale tussen de Rus Martien Klein en Alfred Asikainen uit Finland ruim elf uur. De winnaar, Klein, was zo vermoeid dat hij de finale aan zich voorbij liet gaan.
- Op aandringen van Pierre de Coubertin werden ook kunstwedstrijden opgenomen in het programma. Onder het pseudoniem Hohrod-Eschbach wist hij de prijs te winnen bij de literatuur.
- De Amerikaanse indiaan Jim Thorpe (zijn echte naam was Wa-Tho-Huck, wat 'Lichtend Pad' betekent) wist de vijf- en tienkamp te winnen. In de vijfkamp had hij vier van de vijf nummers op zijn naam geschreven: het verspringen, de 200 meter, het discuswerpen en de 1500 meter. Enkel in het speerwerpen was hij niet de beste. Een jaar later moest hij echter zijn medailles inleveren, nadat bekend werd dat hij ooit geld (zestig dollar per maand) had verdiend met het spelen van honkbal. Hij werd aangemerkt als professional. Deze diskwalificatie werd in 1982 teruggedraaid. Thorpe zelf was in 1953 gestorven en is tot aan zijn dood zijn medailles blijven opeisen. Dit drama stond model voor de film De Reus van het Stadion met Burt Lancaster in de hoofdrol.
- Ook in 1912 was de marathon stof tot discussie. Hij werd gelopen in snikheet weer en werd gedomineerd door de Zuid-Afrikaanse atleten Kenneth McArthur en Christopher Grisham. De marathon eiste evenwel ook een leven: de Portugees Francisco Lázaro overleed aan uitdroging.
- In het zwemmen won het Hawaïaanse prinsenkind Paoa 'Duke' Kahanamoku de 100 m in 1.03.4. Voor het eerst werden er ook zwemwedstrijden voor vrouwen georganiseerd.

## Sporten
Tijdens deze Spelen werd er gesport in 16 disciplines binnen 14 sporten. Honkbal was de enige demonstratiesport welke plaatsvond middels een exhibitiewedstrijd tussen de Verenigde Staten en Zweden.

## Kalender
| ● | Openingsceremonie |  | Wedstrijden | ● | Wedstrijden met medailles | ● | Sluitingsceremonie |

| mei        | zo 5 | ma 6 | di 7 | wo 8 | do 9 | vr 10 | za 11 | zo 12 | Tot. |
| ---------- | ---- | ---- | ---- | ---- | ---- | ----- | ----- | ----- | ---- |
| Tennis     |      |      |      |      |      |       | ●     | ●     | 4    |
| Totaal     |      |      |      |      |      |       | 2     | 2     | 4    |
| Cumulatief |      |      |      |      |      |       | 2     | 4     | 4    |
| mei 1912   | zo 5 | ma 6 | di 7 | wo 8 | do 9 | vr 10 | za 11 | zo 12 | Tot. |

| juni        | vr 28 | za 29 | zo 30 | Tot. |
| ----------- | ----- | ----- | ----- | ---- |
| Schietsport |       | ●     |       | 2    |
| Tennis      |       |       |       | 4    |
| Voetbal     |       |       |       | 0    |
| Totaal      |       | 2     |       | 6    |
| Cumulatief  |       | 6     |       | 6    |
| juni 1912   | vr 28 | za 29 | zo 30 | Tot. |

| juli             | ma 1 | di 2 | wo 3 | do 4 | vr 5 | za 6 | zo 7 | ma 8 | di 9 | wo 10 | do 11 | vr 12 | za 13 | zo 14 | ma 15 | di 16 | wo 17 | do 18 | vr 19 | za 20 | zo 21 | ma 22 | Tot. |
| ---------------- | ---- | ---- | ---- | ---- | ---- | ---- | ---- | ---- | ---- | ----- | ----- | ----- | ----- | ----- | ----- | ----- | ----- | ----- | ----- | ----- | ----- | ----- | ---- |
| Atletiek         |      |      |      |      |      |      | ●    | ●    | ●    | ●     | ●     | ●     | ●     | ●     | ●     |       |       |       |       |       |       |       | 30   |
| Moderne vijfkamp |      |      |      |      |      |      |      |      |      |       |       | ●     |       |       |       |       |       |       |       |       |       |       | 1    |
| Paardensport     |      |      |      |      |      |      |      |      |      |       |       |       |       |       | ●     | ●     | ●     |       |       |       |       |       | 5    |
| Roeien           |      |      |      |      |      |      |      |      |      |       |       |       |       |       |       |       |       | ●     | ●     |       |       |       | 4    |
| Schermen         |      |      |      |      |      |      |      | ●    |      | ●     |       |       | ●     |       | ●     |       |       | ●     |       |       |       |       | 5    |
| Schietsport      | ●    | ●    | ●    | ●    | ●    |      |      |      |      |       |       |       |       |       |       |       |       |       |       |       |       |       | 18   |
| Schoonspringen   |      |      |      |      |      |      |      |      | ●    |       | ●     |       | ●     |       | ●     |       |       |       |       |       |       |       | 4    |
| Tennis           |      |      |      | ●    | ●    |      |      |      |      |       |       |       |       |       |       |       |       |       |       |       |       |       | 8    |
| Touwtrekken      |      |      |      |      |      |      |      | ●    |      |       |       |       |       |       |       |       |       |       |       |       |       |       | 1    |
| Turnen           |      |      |      |      |      |      |      | ●    |      | ●     | ●     | ●     |       |       |       |       |       |       |       |       |       |       | 4    |
| Voetbal          |      |      |      | ●    |      |      |      |      |      |       |       |       |       |       |       |       |       |       |       |       |       |       | 1    |
| Waterpolo        |      |      |      |      |      |      |      |      |      |       |       |       | ●     |       |       | [ 1 ] |       |       |       |       |       |       | 1    |
| Wielersport      |      |      |      |      |      |      | ●    |      |      |       |       |       |       |       |       |       | ●     |       |       |       |       |       | 2    |
| Worstelen        |      |      |      |      |      |      |      |      |      |       |       |       |       | ●     | ●     |       |       |       |       |       |       |       | 5    |
| Zeilen           |      |      |      |      |      |      |      |      |      |       |       |       |       |       |       |       |       |       |       |       |       | ●     | 4    |
| Zwemmen          |      |      |      |      |      |      |      |      |      | ●     |       | ●     | ●     | ●     | ●     |       |       |       |       |       |       |       | 9    |
| Totaal           | 4    | 3    | 3    | 6    | 5    |      | 3    | 7    | 3    | 7     | 6     | 8     | 8     | 5     | 14    | 1     | 4     | 2     | 3     |       |       | 4     | 102  |
| Cumulatief       | 10   | 13   | 16   | 22   | 27   |      | 30   | 37   | 40   | 47    | 53    | 61    | 69    | 74    | 88    | 89    | 93    | 95    | 98    |       |       | 102   | 102  |
| Ceremonies       |      |      |      |      |      | ●    |      |      |      |       |       |       |       |       |       |       |       |       |       |       |       | ●     |      |
| juli 1912        | ma 1 | di 2 | wo 3 | do 4 | vr 5 | za 6 | zo 7 | ma 8 | di 9 | wo 10 | do 11 | vr 12 | za 13 | zo 14 | ma 15 | di 16 | wo 17 | do 18 | vr 19 | za 20 | zo 21 | ma 22 | Tot. |

## Deelnemende landen

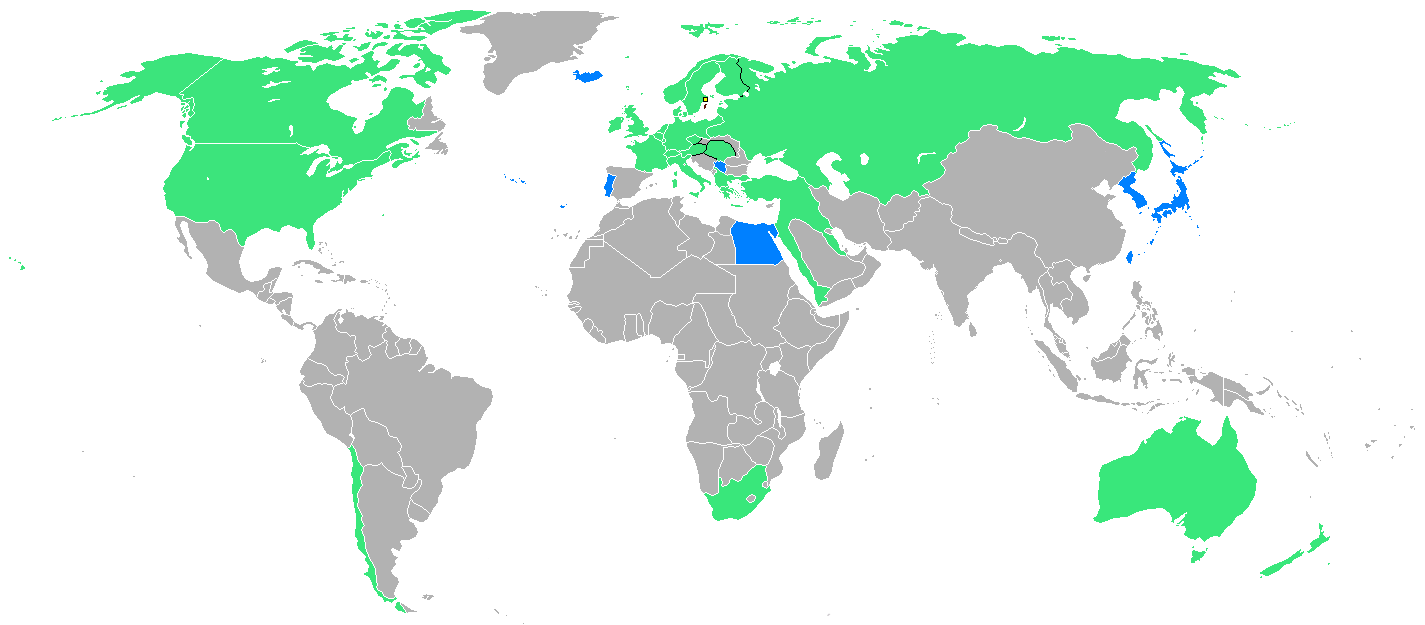

Aan de Spelen deden 28 landen mee. Egypte, Japan, Portugal en Servië debuteerden.

### Belgische prestaties
- De Belgische schermers haalden in Zweden twee gouden medailles in de degen: er was goud voor Paul Anspach individueel en voor de degen-herenploeg, die bestond uit Paul en Henri Anspach, Robert Hennet, Fernand de Montigny, Jacques Ochs, François Rom, Gaston Salmon en Victor Willems.
- Het Belgische waterpoloteam sleepte opnieuw een medaille in de wacht: brons dit keer.

Medailles
| Medaille   | Winnaar                       | Onderdeel                                        |
| ---------- | ----------------------------- | ------------------------------------------------ |
| Goud (2)   | Heren degenteam               | schermen, degen-teams                            |
| Goud (2)   | Paul Anspach                  | schermen, degen-individueel                      |
| Zilver (1) | Polydore Veirman              | roeien, skiff                                    |
| Brons (3)  | Philippe le Hardy de Beaulieu | schermen, degen-individueel                      |
| Brons (3)  | Emmanuel de Blommaert de Soye | paardensport, Grote Prijs der Naties-individueel |
| Brons (3)  | Heren waterpoloteam           | waterpolo                                        |

### Nederlandse prestaties
- De Nederlandse prestaties waren zeer bescheiden. Slechts drie bronzen medailles, twee bij het schermen en een voor het voetbalteam. De zege van het Nederlands voetbalelftal in de wedstrijd om het brons tegen Finland was de grootste uit haar historie, 9-0, met onder andere vijf doelpunten van Jan Vos.

Medailles
| Medaille  | Winnaar           | Onderdeel |
| --------- | ----------------- | --------- |
| Brons (3) | Degen-equipe      | schermen  |
| Brons (3) | Sabel-equipe      | schermen  |
| Brons (3) | Heren voetbalteam | voetbal   |

## Medaillespiegel
Er werden 310 medailles uitgereikt. Het IOC stelt officieel geen medailleklassement op, maar geeft desondanks een medailletabel ter informatie. In het klassement wordt eerst gekeken naar het aantal gouden medailles, vervolgens de zilveren medailles en tot slot de bronzen medailles.
In de volgende tabel staat de top-10 en het Belgische en Nederlandse resultaat. Het gastland heeft een blauwe achtergrond en het grootste aantal medailles in elke categorie is vetgedrukt.
Zie de Medaillespiegel van de Olympische Zomerspelen 1912 voor een volledige weergave.
| Plaats | Land             | NOC | Goud | Zilver | Brons | Totaal |
| ------ | ---------------- | --- | ---- | ------ | ----- | ------ |
| 1      | Verenigde Staten | USA | 25   | 19     | 19    | 63     |
| 2      | Zweden           | SWE | 24   | 24     | 17    | 65     |
| 3      | Groot-Brittannië | GBR | 10   | 15     | 16    | 41     |
| 4      | Finland          | FIN | 9    | 8      | 9     | 26     |
| 5      | Frankrijk        | FRA | 7    | 4      | 3     | 14     |
| 6      | Duitsland        | GER | 5    | 13     | 7     | 25     |
| 7      | Zuid-Afrika      | RSA | 4    | 2      | 0     | 6      |
| 8      | Noorwegen        | NOR | 4    | 1      | 4     | 9      |
| 9      | Canada           | CAN | 3    | 2      | 3     | 8      |
| 9      | Hongarije        | HUN | 3    | 2      | 3     | 8      |
|        |                  |     |      |        |       |        |
| 13     | België           | BEL | 2    | 1      | 3     | 6      |
| 18     | Nederland        | NED | 0    | 0      | 3     | 3      |

Atletiek · Honkbal (demonstratie) · Kunstwedstrijden · Moderne vijfkamp · Paardensport · Roeien · Schermen · Schietsport · Schoonspringen · Tennis · Touwtrekken · Turnen · Voetbal · Waterpolo · Wielersport · Worstelen · Zeilen · Zwemmen
Australazië · België · Bohemen · Canada · Chili · Denemarken · Duitsland · Egypte · Finland · Frankrijk · Griekenland · Groot-Brittannië · Hongarije · IJsland · Italië · Japan · Luxemburg · Nederland · Noorwegen · Oostenrijk · Portugal · Rusland · Servië · Turkije · Verenigde Staten · Zuid-Afrika · Zweden · Zwitserland
Olympische Zomerspelen
Olympische Winterspelen
Gerelateerd
Olympische Jeugdspelen · Paralympische Spelen · Deaflympische Spelen · Special Olympic World Games
IOC · COA · BOIC · NOC*NSF · NAOC · SOC
- Gemeinsame Normdatei: 5512874-9
- Library of Congress Control Number: n00090408
- Nationale Bibliotheek van Tsjechië: ko2015866781
- Virtual International Authority File: 153357434